# Oliver Mace
Oliver Mace es un personaje recurrente de la serie británica Spooks, interpretado por el actor Tim Mclnnerny desde el 25 de octubre del 2004 hasta el 9 de octubre del 2006, luego que su personaje es obligado a renunciar.
Tim volverá a interpretar a Oliver en mayo del 2015  en la película Spooks: The Greater Good.

## Biografía
Oliver es un hombre despiadado, arrogante e inmoral. Es el presidente de la Comisión Conjunta de Inteligencia. Desde su llegada trató de obtener el puesto de Harry Pearce y siempre buscaba desprestigiarlo.

## Temporada 3
Cuando Oliver se enteró de la relación de Tom Quinn con la agente de la CIA, Christine Dale, fue a su departamento y comenzó a chantajearla para que lo traicionara, esto ocasionó que Christine decidiera renunciar a su trabajo.

## Temporada 5
Durante el quinto episodio de la 5.ª temporada, Oliver se ve obligado a renunciar después de que descubrieran que él había sido el responsable de cubrir la transferencia ilegal de siete sospechosos de terrorismo desde una cárcel en Inglaterra a un lugar en Egipto, donde serían torturados, antes se encargaba de la Sección D.